# 1968年の宝塚歌劇公演一覧
本項目では、1968年の宝塚歌劇公演一覧（1968ねんのたからづかかげきこうえんいちらん）について示す。

## 宝塚公演

### 月組
- 1月1日 - 1月30日　宝塚大劇場

#### 舞踊劇『舞三代』 5場
スタッフ
- 作・演出：植田紳爾
- 振付：藤間勘十郎
- 音楽：寺田瀧雄、入江薫
- 音楽指揮：野村陽児
- 装置：渡辺正男
- 衣装：小西松茂、中川菊枝
- 照明：山本重信
- 小道具：生島道正
- 効果：坂上薫
- 録音：松永浩志
- 演出助手：草野旦
- 製作：野田浜之助

主な出演
- 秋篠、春方：天津乙女
- 光春：神代錦
- 呉竹：美吉左久子
- 綾衣、若草：黒木ひかる
- 春永、かすみ：美山しぐれ
- 梅ヶ枝：恵さかえ
- 松風：岬ありさ
- 竹河：御幸沙智子
- 花比古：千波淳
- 春久：古城都

#### グランド・ショー『ハイ・ブライト』 20場
- 作・演出：横澤秀雄

### 星組
- 2月2日 - 2月27日　宝塚大劇場

#### 王朝千一夜『赤毛のあまっこ』 12景
スタッフ
- 作・演出：柴田侑宏
- 作曲：寺田瀧雄
- 音楽指揮：野村陽児
- 振付：西川鯉暢
- 装置：黒田利邦
- 衣装：小西松茂、中川菊枝
- 照明：今井直次
- 小道具：上田特市
- 効果：坂上勲
- 録音：松永浩志
- 演出助手：岡田敬二
- 製作：大島治雄、宮一郎

主な出演
- 与兵衛：上月晃
- 姫君愛子：初風諄
- 西山大納言：天城月江
- 東山大納言：立花公子
- 観世音：姫由美子
- 呉竹の若宮：南原美佐保
- 宰相忠通：鳳蘭
- 少納言兼春：安奈淳

#### ミュージカル・コメディ『虹を追って』 20場
スタッフ
- 作・演出：高木史朗
- 作曲：中元清純
- 音楽指揮：溝口尭
- 振付：県洋二、山田卓
- 装置：石浜日出雄
- 衣装：小西松茂
- 照明：今井直次
- 小道具：生島道正
- 効果：村上茂
- 録音：松永浩志
- 演出補：大関弘政、阿古健
- 製作：大島治雄

主な出演
- 原田権次郎：上月晃
- マリアーナ姫、社長令嬢：初風諄
- 総理大臣、パリ支店長：天城月江
- 皇太后、社長夫人：瑠璃豊美
- 外務大臣：鳴海潮
- 秘書官：深山しのぶ
- 女官長：水代玉藻
- パリの女：若山かずみ、如月美和子、大空美鳥、司このみ
- イリーナ姫：姫由美子
- サリーナ姫：富士ます美
- ソ連大使：真木たまみ
- アルベルト：南原美佐保
- アメリカ大使：鳳蘭
- アラブ大使：安奈淳
- 春川氏：美吉左久子
- 春川夫人：清川はやみ

### 雪組
- 3月1日 - 3月26日　宝塚大劇場

#### ミュージカル・コメディ『藤花の宴』 9場
スタッフ
- 作・演出：菅沼潤
- 作曲：吉崎憲治
- 音楽指揮：溝口尭
- 振付：花柳寿楽
- 装置：黒田利邦、大藤紀夫
- 衣装：小西松茂、中川菊枝
- 照明：久保安太郎
- 小道具：坂上勲
- 録音：松永浩志
- 演出補：大関弘政
- 製作：小辻糺、野田浜之助

主な出演
- 佐潟華麿：大路三千緒
- 藤媛：加茂さくら
- 召使：三鷹恵子
- 朝虫：松乃美登里
- 国司：水島みのる
- 藤原中納言：牧美佐緒
- 雪媛：大原ますみ
- 橘麿：亜矢ゆたか
- 百合麿：汀夏子

#### グランド・ショー『シャンゴ』 20場
芸術祭奨励賞受賞記念
- 作・演出：鴨川清作

### 花組
- 3月28日 - 4月25日　宝塚大劇場

#### ミュージカル・バレエ『ピラールの花祭り』 6景
スタッフ
- 作・演出：渡辺武雄
- 脚本：阿古健
- 音楽：高橋廉、河崎恒夫
- 音楽指揮：野村陽児
- 振付：渡辺武雄、河上五郎
- 装置：渡辺正男
- 衣装：小西松茂
- 照明：今井直次
- 小道具：生島道正
- 訳詞：興津憲作
- 効果：坂上勲
- 音響効果：松永浩志
- 演出補：阿古健
- 演出助手：草野旦
- 振付補：高木祥次
- 製作：野田浜之助

主な出演
- レオナルド：甲にしき
- イザベール：美国亜耶
- カルロス：郷ちぐさ
- レオナルドの母：淡路通子
- トウの踊り：四条秀子

#### グランド・ショー『マイ・アイドル』 24景
- 作・演出：鴨川清作

### 月組
- 4月27日 - 5月30日　宝塚大劇場

#### ミュージカル・コメディ『牛飼い童子』 1幕
スタッフ
- 作・演出：植田紳爾
- 振付：尾上菊之丞
- 作曲：寺田瀧雄
- 音楽指揮：野村陽児
- 装置：黒田利邦、新保正雄
- 衣装：小西松茂、中川菊枝
- 照明：今井直次
- 小道具：上田特市
- 効果：坂上勲
- 録音：松永浩志
- 演出補：酒井澄夫
- 製作：野田浜之助

主な出演
- 北の方：美山しぐれ
- 中納言：小柳日鶴
- くちば：御幸沙智子
- やるせな姫：日夏悠理
- 左近の少将：千波淳
- 五郎丸：古城都
- 二の君：千草美景
- 三の君：竹生沙由里

#### ミュージカル・プレイ『ラプソディ』-ハンガリア物語- 17場
- 作・演出：内海重典

### 星組
- 6月1日 - 6月27日　宝塚大劇場

#### ミュージカル・ショー『ヤング・メイト』 16景
- 作・演出：海野洋司

#### ミュージカル・ロマンス『追憶のアンデス』 17場
スタッフ
- 作・演出：内海重典
- 音楽：寺田瀧雄、入江薫、中野潤二
- 振付：岡正躬、山田卓
- 装置：石浜日出雄
- 衣装：小西松茂
- 照明：今井直次
- 小道具：上田特市
- 効果：村上茂
- 録音：松永浩志
- 演出補：大関弘政
- 演出助手：草野旦
- 製作：宮一郎、野田浜之助

主な出演
- カルデナス：上月晃
- フリーダ：初風諄
- エンリコ：天城月江
- デイゴ：水代玉藻
- 湖の女神：如月美和子
- マルガ：司このみ
- エリアーネ：富士ます美
- レノール：南原美佐保
- ドン：鳳蘭
- デノーマス：安奈淳
- アントニオ：景千舟
- バルトロメ：松あきら
- ロベルト：常花代

### 雪組
- 6月29日 - 7月29日　宝塚大劇場

#### ミュージカル・ロマンス『トリスタンとイゾルデ』 26場
- 作・演出：白井鐵造

#### ミュージカル・ショー『愛と夢とパーティ』 14場
スタッフ
- 作・演出：小原弘亘
- 作曲：高橋廉、入江薫、南安雄、中川昌
- 音楽指揮：溝口尭
- 振付：岡正躬、佐々木和男、山田卓
- 装置：石浜日出雄
- 衣装：小西松茂、任田幾英
- 照明：今井直次
- 小道具：上田特市
- 効果：坂上勲
- 録音：松永浩志
- 演出補：海野洋司
- 演出助手：草野旦
- 製作：野田浜之助

主なスタッフ
- 老人：大路三千緒
- 執事・歌う紳士：真帆志ぶき
- 令嬢、歌う淑女：加茂さくら
- 妹：可奈潤子
- 召使い：牧美佐緒、亜矢ゆたか、岸香織
- 令息：汀夏子

### 月・雪組
- 8月1日 - 9月1日　宝塚大劇場

#### ミュージカル『ウエストサイド物語』-ジェローム・ロビンスの原案による-  2幕15場
- 脚本：アーサー・ローレンツ
- 音楽：レナード・バーンスティン

### 花組
- 9月3日 - 9月30日　宝塚大劇場

#### 宝塚グランド・ミュージカル『メナムに赤い花が散る』 3部27場
スタッフ
- 作・演出：植田紳爾
- 演出：尾上松録
- 作曲：寺田瀧雄、中井光晴、入江薫
- 音楽指揮：野村陽児
- 振付：尾上松録、河上五郎、岡正躬
- 殺陣：坂東八重之助
- 装置：渡辺正男
- 衣装：小西松茂、中川菊茂
- 照明：今井直次
- 小道具：生島道正
- 効果：村上茂
- 録音：松永浩志
- 演出補：阿古健
- 製作：宮一郎

主な出演
- 山田長政：春日野八千代
- カラフォーム：神代錦
- ソンタム王：沖ゆき子
- お市：黒木ひかる
- お政：御幸沙智子
- お福：淡路通子
- 乳母：睦千賀
- 今村右京：麻鳥千穂
- ナラーダ姫：近衛真理
- 権六：美吉野一也
- ゼッタ王子：甲にしき
- マリット：花久仁子
- 田鶴：銀あけみ
- カーペン：薫邦子
- ポイポイ：郷ちぐさ
- カリーニ姫：那賀みつる

#### ミュージカル・ショー『海のバラード』 12場
スタッフ
- 作・演出：酒井澄夫
- 音楽：中井光晴、寺田瀧雄、吉崎憲治、中野潤二
- 歌唱指導：水島早苗
- 音楽指導：橋本和明
- 振付：岡正躬、県洋二、朱里みさを
- 衣装：静間潮太郎
- 照明：今井直次
- 小道具：上田特市
- 効果：東信行
- 録音：松永浩志
- 演出助手：草野旦
- 製作：宮一郎

主な出演
- 若い船長、歌う男：麻鳥千穂
- 歌う青年：甲にしき
- 黒真珠の女王：近衛真理
- 歌う男：薫邦子、郷ちぐさ
- 歌う人魚：那賀みつる

### 星組
- 10月1日 - 10月30日　宝塚大劇場

#### ミュージカル・ロマンス『千姫』 16場
作・演出は菅沼潤

#### グランド・ショー『7 -セブン-』 20場
スタッフ
- 作・演出：高木史朗
- 音楽：中元清純
- 音楽指揮：溝口尭
- 振付：喜多弘、山田卓、朱里みさを、司このみ
- 装置：黒田利邦
- 衣装：任田幾英
- 衣装監修：小西松茂
- 照明：久保安太郎、棚橋守
- 小道具：生島道正
- 効果：村上茂
- 録音：松永浩志
- 特殊撮影：宝塚映画
- 演出補：阿古健
- 演出助手：草野旦
- 製作：太谷真一

主な出演
- 歌う男、パリの青年：上月晃
- コミックの男、歌う女：初風諄
- 歌う男：南原美沙保
- 花の淑女：若山かずみ
- 歌手：如月美和子、鳳蘭、安奈淳

### 花組
- 11月1日 - 12月1日　宝塚大劇場

#### 宝塚グランド・ミュージカル『メナムに赤い花が散る』 3部25場
- 新人公演は11月9日

スタッフ
- 作：植田紳爾
- 演出：植田紳爾、尾上松緑
- 振付：尾上松緑
- 製作：宮一郎

（再演）
主な出演（本公演）
- 山田長政：春日野八千代
- カラフォーム：美吉左久子
- ソンタム王：沖ゆき子
- お市：南悠子
- お政：御幸沙智子
- お福：淡路通子
- 乳母：睦千賀
- 今村右京：麻鳥千穂
- ナラーダ姫：近衛真理
- 権六：美吉野一也
- ゼッタ王子：甲にしき
- マリット：花久仁子
- 田鶴：銀あけみ
- カーペン：薫邦子
- ポイポイ：郷ちぐさ
- カリーニ姫：那賀みつる

主な出演（新人公演）
- 甲にしき
- 郷ちぐさ
- 但馬久美
- 近衛真理
- 那賀みつる
- 薫邦子

#### グランド・ショー『ハリウッド・ミュージカル』 10場
- 作・演出・振付：バディー・ストーン

### 雪組
- 12月3日 - 12月26日　宝塚大劇場

#### ミュージカル・プレイ『一寸法師』 10場
- 新人公演は12月14日

スタッフ
- 作・演出：阿古健
- 作曲：高井良純
- 音楽指揮：野村陽児
- 振付：渡辺武雄、河上五郎
- 影絵指導：中川正文
- 装置：石浜日出雄
- 衣装：小西松茂、中川菊枝
- 照明：今井直次
- 小道具：生島道正
- 効果：坂上勲
- 録音：松永浩志
- 演出助手：草野旦
- 製作：野田浜之助

主な出演（本公演）
- 一寸法師：汀夏子
- 沙依姫：大原ますみ
- 右近少将：曽我桂子
- 大宮少将：亜矢ゆたか
- 左近少将：曼珠はるか
- 帝：大路三千緒

主な出演（新人公演）
- 曼珠はるか
- 摩耶明美
- 岸香織
- 楠かおり

#### グランド・ショー『タカラヅカ'68』 12場
- 構成・演出：海野洋司、酒井澄夫

## 東京公演
（）内は、作者または演出者名。

### 花組
- 1月2日 - 1月28日　新宿コマ劇場
  - 『洛陽に花散れど』（菅沼潤）
  - 『ヒット・キット』（内海重典）

特別出演
- 沖ゆき子

### 月組
- 3月6日 - 3月31日　東京宝塚劇場
  - 『アディオ・アモーレ』（高木史朗）
  - 『ワンダフル・タウン』

### 星組
- 4月3日 - 4月28日　東京宝塚劇場
  - 『赤毛のあまっこ』（柴田侑宏）
  - 『虹を追って』（高木史朗）

特別出演
- 美吉左久子
- 清川はやみ

### 雪組
- 5月3日 - 5月28日　新宿コマ劇場
  - 『おてもやん』（大関弘政）
  - 『ブロードウェイ狂騒曲』（小原弘稔）

特別出演
- 薫邦子
- 郷ちぐさ
- 英美娜

### 花組
- 6月3日 - 6月30日　東京宝塚劇場
  - 『ピラールの花祭り』（渡辺武雄　演出、阿古健　脚本）
  - 『マイ・アイドル』（鴨川清作）

特別出演
- 那智わたる
- 沖ゆき子
- 四條秀子

### 星組
- 8月3日 - 8月29日　東京宝塚劇場
  - 『ヤング・メイト』（海野洋司）
  - 『追憶のアンデス』（内海重典）

### 雪組
- 9月1日 - 9月17日　東京宝塚劇場
  - 『トリスタンとイゾルデ』（白井鐵造）
  - 『シャンゴ』（鴨川清作）

特別出演
- 打吹美砂
- 美吉左久子

### 月・雪組
- 11月1日 - 11月26日　東京宝塚劇場
  - 『ウェストサイド物語』（アーサー・ロレンツ　脚本、ジェローム・ロビンス　演出、サミー・ベイス　演出）

雪組出演
- 水島みのる
- 里園ゆり
- 三高悠子
- 滝しぶき

## 宝塚・東京以外の日本公演
（）内は、作者または演出者名。

### 雪組
- 1月14日・18日　岡山・広島
  - 『ふるさとの四季』（郷土芸能研究会　構成）
  - 『ラブ・ラブ・ラブ』（鴨川清作）

- 3月30日 - 4月7日　春日井、多治見、伊那、中津川、四日市、小松、富山
  - 『火の鳥』（郷土芸能研究会　構成）
  - 『ラブ・ラブ・ラブ』（鴨川清作）

### 第6回宝塚フェスティバル
- 5月17日・18日

### 月組
- 6月8日 - 6月10日　北九州小倉
  - 『百花扇』（鴨川清作）
  - 『レビューへの招待』（高木史朗）

### 雪組
- 10月4日 - 10月13日　名古屋・中日劇場
  - 『藍と白と紅』（郷土芸能研究会　構成）
  - 『トリスタンとイゾルデ』（白井鐵造）

- 10月24日 - 11月1日　福井、金沢、新潟、高崎、長野、津
  - 『おてもやん』（大関弘政）
  - 『リズム・イン・タカラヅカ』

### 星組
- 11月8日 - 11月12日　鳥取、倉吉、松江、米子
  - 『雪月花』
  - 『世界はひとつ』（内海重典）

### 月・雪組
- 12月12日 - 12月14日　名古屋・中日劇場
  - 『ウェストサイド物語』（アーサー・ロレンツ　脚本、ジェローム・ロビンス　演出、サミー・ベイス　演出）

## シンガポール・マレーシア訪問
- 1968年5月4日羽田空港出発、5月10日羽田空港帰着

公演日と公演地
- 11月6日・11月9日、シンガポール・ナショナル・シアターで日本航空シンガポール線開設10周年記念公演
- 11月8日、クアラルンプールのデワン・バハサで日本航空クアラルンプール線開設1周年記念公演

スタッフ
- マネージャー：小辻糺
- 演出：柴田侑宏

ほか
参加生徒
- 黒木ひかる
- 麻鳥千穂
- 近衛真理
- 甲にしき
- 花久仁子
- 麻月鞠緒
- 千寿毬子
- 銀あけみ
- 笹波里花
- 白妙耀子

- 初海由佳
- 咲花やよひ
- 近衛杏
- 那賀みつる
- 折鶴三千代
- 但馬久美
- 千曲波

（17名）